# Championnat d'Irlande du Nord de football 2021-2022
Navigation
Édition précédente Édition suivante
Le Championnat d'Irlande du Nord de football 2021-2022 est la 120e édition du Championnat d'Irlande du Nord de football. Le Linfield Football Club est le triple champion en titre, après avoir remporté son 55e championnat la saison précédente.
Le Linfield Football Club, avec seulement un point d'avance sur son dauphin, remporte le championnat pour la deuxième saison consécutivement. Le Cliftonville Football Club termine à la deuxième place et le Glentoran Football Club complète le podium.
Le Warrenpoint Town Football Club dernier de la compétition est relégué en deuxième division. Le Portadown Football Club avant dernier dispute le barrage de relégation et l'emporte sur Annagh United pour rester dans l'élite nord-irlandaise.
Jay Donnelly est le meilleur buteur du championnat. L'attaquant de Glentoran a marqué 23 buts.
Chris Shields, joueur de Linfied, est élu meilleur joueur de la compétition.

## Les 12 clubs participants
Le 2 février 2021, la NIFL, l'organisme qui organise le football professionnel en Irlande du Nord, après avoir consulté toutes les parties concernées (autorités civiles, fédération et clubs), annonce l'annulation du Championship et de l'Intermediate, les deuxième et troisième divisions nord-irlandaises. De fait il n'y a pas de promotion et de relégation entre ces deux compétitions et entre le championship et la première division.
Le championnat 2021-2022 recommence donc avec les mêmes équipes que la saison précédente.
| \| Belfast · Cliftonville · Linfield · Crusaders · Glentoran Ballymena United Coleraine FC Dungannon Swifts Glenavon FC Carrick Rangers Warrenpoint Town Larne FC Portadown FC \| Localisation des clubs engagés dans le championnat. |
| Belfast · Cliftonville · Linfield · Crusaders · Glentoran Ballymena United Coleraine FC Dungannon Swifts Glenavon FC Carrick Rangers Warrenpoint Town Larne FC Portadown FC                                                           |

| Club                           | Stade           | Capacité | Ville         |
| ------------------------------ | --------------- | -------- | ------------- |
| Ballymena United Football Club | The Showgrounds | 7 500    | Ballymena     |
| Carrick Rangers Football Club  | Taylor's Avenue | 6 000    | Carrickfergus |
| Cliftonville Football Club     | Solitude        | 7 200    | Belfast       |
| Coleraine Football Club        | The Showgrounds | 6 600    | Coleraine     |
| Crusaders Football Club        | Seaview         | 9 100    | Belfast       |
| Dungannon Swifts Football Club | Stangmore Park  | 3 000    | Dungannon     |
| Glenavon Football Club         | Mourneview Park | 7 300    | Lurgan        |
| Glentoran Football Club        | The Oval        | 15 250   | Belfast       |
| Larne Football Club            | Inver Park      | 6 000    | Larne         |
| Linfield Football Club         | Windsor Park    | 20 500   | Belfast       |
| Portadown Football Club        | Shamrock Park   | 15 000   | Portadown     |
| Warrenpoint Town FC            | Milltown        | 2 000    | Warrenpoint   |

## Compétition

### Avant saison
Le Linfield FC, triple champion en titre, perd dès la fin de la compétition son meilleur joueur et son meilleur buteur avec la signature de Shayne Lavery dans le club anglais de Blackpool.

### Classement
Le classement est établi sur le barème de points classique (victoire à 3 points, match nul à 1, défaite à 0).
Source : Classement officiel sur le site de la NIFL.
| Rang | Équipe           | Pts | J  | G  | N  | P  | Bp | Bc | Diff |
| ---- | ---------------- | --- | -- | -- | -- | -- | -- | -- | ---- |
| 1    | Linfield FC T    | 83  | 38 | 24 | 11 | 3  | 67 | 24 | +43  |
| 2    | Cliftonville FC  | 82  | 38 | 24 | 10 | 4  | 61 | 29 | +32  |
| 3    | Glentoran FC     | 71  | 38 | 21 | 8  | 9  | 68 | 44 | +24  |
| 4    | Crusaders FC C   | 68  | 38 | 21 | 5  | 12 | 60 | 36 | +24  |
| 5    | Larne FC         | 62  | 38 | 17 | 11 | 10 | 61 | 39 | +22  |
| 6    | Coleraine FC     | 51  | 38 | 14 | 9  | 15 | 55 | 45 | +10  |
|      |                  |     |    |    |    |    |    |    |      |
| 7    | Glenavon FC      | 54  | 38 | 15 | 9  | 14 | 54 | 50 | +4   |
| 8    | Ballymena United | 53  | 38 | 16 | 5  | 17 | 46 | 52 | -6   |
| 9    | Dungannon Swifts | 35  | 38 | 11 | 2  | 25 | 46 | 86 | -40  |
| 10   | Carrick Rangers  | 34  | 38 | 9  | 7  | 22 | 41 | 64 | -23  |
| 11   | Portadown FC     | 25  | 38 | 5  | 10 | 22 | 29 | 72 | -43  |
| 12   | Warrenpoint Town | 21  | 38 | 6  | 3  | 29 | 35 | 79 | -44  |

| Légende : Qualifications et relégations | Légende : Qualifications et relégations                                               |
| --------------------------------------- | ------------------------------------------------------------------------------------- |
|                                         | Ligue des Champions 2022-2023, premier tour de qualification                          |
|                                         | Ligue Europa Conférence 2022-2023, premier tour de qualification                      |
|                                         | Barrage pour le premier tour de qualification de la Ligue Europa Conférence 2022-2023 |
|                                         | Barrage pour la relégation en deuxième division                                       |
|                                         | Relégation en deuxième division                                                       |
|                                         | T : Tenant du titre P : Promu C : Vainqueur de la Coupe d'Irlande du Nord 2021-22     |

### Résultats
| Résultats (▼dom., ►ext.)                                   | BLY | CAR | CLF | COL | CRU | DUN | GNV | GLN | LAR | LIN | POR | WPT |
| Ballymena United                                           |     | 0-1 | 1-0 | 2-1 | 0-1 | 4-3 | 1-1 | 2-1 | 0-3 | 0-2 | 4-0 | 1-0 |
| Carrick Rangers                                            | 2-1 |     | 2-3 | 0-3 | 0-2 | 1-2 | 2-2 | 0-2 | 1-3 | 1-2 | 1-0 | 1-0 |
| Cliftonville FC                                            | 1-0 | 2-1 |     | 2-1 | 0-2 | 3-0 | 2-1 | 1-0 | 2-1 | 2-2 | 4-0 | 1-0 |
| Coleraine FC                                               | 3-0 | 3-0 | 0-0 |     | 0-0 | 2-0 | 0-0 | 0-2 | 3-1 | 1-2 | 2-0 | 2-0 |
| Crusaders FC                                               | 2-1 | 0-0 | 1-1 | 0-2 |     | 4-0 | 0-1 | 0-1 | 1-0 | 2-1 | 4-0 | 2-1 |
| Dungannon Swifts                                           | 0-2 | 2-0 | 1-3 | 0-5 | 0-2 |     | 0-2 | 2-3 | 2-4 | 1-6 | 4-2 | 2-2 |
| Glenavon FC                                                | 0-1 | 0-4 | 0-2 | 1-0 | 1-0 | 4-2 |     | 1-2 | 0-1 | 0-0 | 3-0 | 2-2 |
| Glentoran FC                                               | 4-1 | 6-2 | 0-1 | 2-2 | 0-3 | 3-0 | 2-0 |     | 2-3 | 0-3 | 2-2 | 2-1 |
| Larne FC                                                   | 1-3 | 0-0 | 1-1 | 4-2 | 0-0 | 0-1 | 3-2 | 1-1 |     | 1-1 | 4-0 | 3-0 |
| Linfield FC                                                | 1-0 | 4-0 | 1-1 | 1-1 | 2-0 | 3-0 | 2-0 | 1-1 | 2-1 |     | 1-0 | 1-1 |
| Portadown FC                                               | 0-1 | 2-2 | 1-1 | 0-0 | 0-1 | 1-4 | 1-1 | 1-1 | 2-3 | 2-3 |     | 1-0 |
| Warrenpoint Town                                           | 2-1 | 4-2 | 2-4 | 2-5 | 2-4 | 1-2 | 1-6 | 0-4 | 0-3 | 0-3 | 2-3 |     |
| - Victoire à domicile - Match nul - Victoire à l'extérieur |     |     |     |     |     |     |     |     |     |     |     |     |

| Résultats (▼dom., ►ext.)                                   | BLY | CAR | CLF | COL | CRU | DUN | GNV | GLN | LAR | LIN | POR | WPT |
| Ballymena United                                           |     |     | 2-2 |     | 2-0 | 1-0 | 3-3 |     | 2-1 |     |     |     |
| Carrick Rangers                                            | 3-0 |     |     | 0-0 |     |     |     | 0-3 | 1-1 |     | 2-2 | 1-2 |
| Cliftonville FC                                            |     | 2-0 |     | 2-0 | 3-1 |     |     | 1-2 |     |     |     | 1-0 |
| Coleraine FC                                               | 1-1 |     |     |     |     | 2-0 | 2-3 |     | 1-1 | 3-0 |     | 2-1 |
| Crusaders FC                                               |     | 2-1 |     | 1-0 |     |     | 0-0 | 1-2 |     |     | 2-0 |     |
| Dungannon Swifts                                           |     | 3-2 | 0-1 |     | 2-4 |     |     | 0-1 | 0-2 |     | 3-1 |     |
| Glenavon FC                                                |     | 2-0 | 0-2 |     |     | 3-1 |     | 2-4 |     | 0-3 |     |     |
| Glentoran FC                                               | 4-0 |     |     | 2-1 |     |     |     |     |     | 1-0 | 3-1 | 1-0 |
| Larne FC                                                   |     |     | 0-1 |     | 1-2 |     | 1-1 | 2-1 |     | 0-1 |     | 3-0 |
| Linfield FC                                                | 1-0 | 2-0 | 1-0 |     | 3-2 | 5-0 |     |     |     |     |     |     |
| Portadown FC                                               | 1-0 |     | 0-2 | 2-0 |     |     | 0-1 |     | 2-2 | 0-0 |     |     |
| Warrenpoint Town                                           | 1-2 |     |     |     | 1-2 | 2-3 | 0-3 |     |     | 1-2 | 0-1 |     |
| - Victoire à domicile - Match nul - Victoire à l'extérieur |     |     |     |     |     |     |     |     |     |     |     |     |

| Résultats (▼dom., ►ext.)                                   | CLF | COL | CRU | GLN | LAR | LIN |
| Cliftonville FC                                            |     |     |     |     | 0-0 | 0-0 |
| Coleraine FC                                               | 1-2 |     | 1-4 | 3-2 |     |     |
| Crusaders FC                                               | 3-3 |     |     |     | 1-2 | 1-2 |
| Glentoran FC                                               | 1-2 |     | 0-4 |     | 0-0 |     |
| Larne FC                                                   |     | 3-0 |     |     |     |     |
| Linfield FC                                                |     | 2-0 |     | 1-1 | 0-0 |     |
| - Victoire à domicile - Match nul - Victoire à l'extérieur |     |     |     |     |     |     |

| Résultats (▼dom., ►ext.)                                   | BLY | CAR | DUN | GNV | POR | WPT |
| Ballymena United                                           |     | 3-0 |     |     | 2-1 | 0-1 |
| Carrick Rangers                                            |     |     | 1-0 | 0-1 |     |     |
| Dungannon Swifts                                           | 1-2 |     |     | 3-2 |     | 2-0 |
| Glenavon FC                                                | 3-1 |     |     |     | 1-0 | 1-2 |
| Portadown FC                                               |     | 0-5 | 0-0 |     |     | 0-1 |
| Warrenpoint Town                                           |     | 1-2 |     |     |     |     |
| - Victoire à domicile - Match nul - Victoire à l'extérieur |     |     |     |     |     |     |

### Barrages pour la Ligue Europa Conférence
Les barrages pour la Ligue Europa Conférence servent à départager les équipes classées de la troisième place à la septième place et leur offrir une place pour la troisième compétition européenne.
| Demi-finale 1    | Glentoran FC | 2-0   | Glenavon FC |  |  |
| 9 mai 2022 19:30 |              | (0-0) |             |  |  |

| Demi-finale 2    | Larne FC | 2-0   | Coleraine FC |  |  |
| 9 mai 2022 19:30 |          | (1-0) |              |  |  |

| Finale      | Glentoran FC                          | 2-4             | Larne FC                       | The Oval |  |
| 13 mai 2022 | Conor McMenamin 9e · Jay Donnelly 51e | (1-0, 2-2, 2-3) | Ronan Hale 75e 84e 100e 120+1e |          |  |

Après une victoire en prolongation sur le Glentoran FC et avec un quadruplé de Ronan Hale, Larne se qualifie pour la Ligue Europa Conférence.

### Barrages de promotion/relégation
Le barrage de promotion et relégation met aux prises Annagh United, deuxième de Championship et le Portadown FC, onzième du Premiership. Ces deux équipes sont basées dans la même ville, Portadown.
| Barrage aller | Annagh United | 2-3 | Portadown FC | BMG Arena, Portadown |
| 3 mai 2022    |               |     |              |                      |

| Barrage retour | Portadown FC | 1-0 | Annagh United | Shamrock Park, Portadown |
| 6 mai 2022     |              |     |               |                          |

Le Portadown Football Club l'emporte sur son voisin et se maintient dans l'élite nord-irlandaise.

## Statistiques

### Meilleurs buteurs
| Place              | Joueur              | Club         | Buts |
| ------------------ | ------------------- | ------------ | ---- |
| Médaille d'or      | Jay Donnelly        | Glentoran    | 25   |
| Médaille d'argent  | Conor McMenamin     | Glentoran    | 20   |
| Médaille de bronze | Ryan Curran         | Cliftonville | 19   |
| 4                  | Christy Manzinga    | Linfield     | 17   |
| 5                  | Peter Campbell      | Glenavon     | 13   |
|                    | Matthew Fitzpatrick | Glenavon     | 13   |
|                    | Joe Gormley         | Cliftonville | 13   |
|                    | Matthew Shevlin     | Coleraine    | 13   |
| 9                  | David McDaid        | Larne        | 12   |
| -                  | Ben Kennedy         | Crusaders    | 12   |

## Bilan de la saison
| Championnat d'Irlande du Nord de football 2021-2022                       |                         |
| Champion                                                                  | Linfield FC (56e titre) |
| Dauphin                                                                   | Cliftonville FC         |
| Coupes et trophées                                                        |                         |
| Vainqueur de la Coupe d'Irlande du Nord 2021-2022                         | Crusaders FC            |
| Vainqueur de la Coupe de la Ligue d'Irlande du Nord de football 2021-2022 | Cliftonville FC         |
| Qualifications continentales                                              |                         |
| Ligue des champions de l'UEFA 2022-2023                                   | Linfield FC             |
| Ligue Europa Conférence 2022-2023                                         | Crusaders FC            |
| Ligue Europa Conférence 2022-2023                                         | Cliftonville FC         |
| Ligue Europa Conférence 2022-2023                                         | Larne FC                |
| Promotions et relégations                                                 |                         |
| Promus en NIFL Premiership                                                | Newry City AFC          |
| Relégués en NIFL Championship                                             | Warrenpoint Town        |